# مستشفى الأم للأطفال
مستشفى الأم للأطفال مستشفى يقع في العاصمة اليمنية صنعاء. يقع المستشفى جنوب غرب مستشفى الثورة وشمال شرق مستشفى السبعين للأمومة وشرق مسجد الأنصار.